# Marius Wagtho
Marius Wagtho (Tholen, 5 november 1882 – Dordrecht, 22 december 1963) was een Nederlands burgemeester. 

## Biografie
Wagtho was lid van het Zeeuwse patriciaatsgeslacht Waghtho en een zoon van burgemeester van Kloetinge, mr. Willem Frederik Johan Wagtho (1856-1933) en Johanna Maria Geertruida Diemont (1859-1938), telg uit het geslacht Diemont. Hij was aanvankelijk volontair, daarna ambtenaar ter gemeentesecretarie, dat laatste onder andere te Arnemuiden, Amsterdam en Watergraafsmeer. Daarna werd hij gemeentesecretaris van Groede. In 1921 werd hij benoemd tot burgemeester van zowel Groede als Nieuwvliet, hetgeen hij bleef tot 1945 toen hij op eigen verzoek werd ontslagen. Wagtho bekleedde daarnaast verscheidene nevenfuncties in Zeeland.
In 1923 was hij getrouwd met Hermina Rudolphina Frederika Tiel (1889-1944) met wie hij een dochter kreeg.